# Bouzas (Maceda)
Bouzas es una aldea española situada en la parroquia de Chas, del municipio de Maceda, en la provincia de Orense, Galicia.

## Demografía
| Gráfica de evolución demográfica de Bouzas entre 2000 y 2022 |
|                                                              |
| Datos según el nomenclátor publicado por el INE.             |